# 李琼 (沧州)
李琼（？—946年），字隐光，沧州饶安（今河北省沧州市孟村回族自治县）人，五代十国军事人物。
李琼年轻时籍本军为骑兵，李存勗平定河朔，李琼归附。与石敬瑭隶于李嗣源帐下，为小校。后唐同光二年（924年），随李嗣源军出涿州，与契丹作战，他和石敬瑭战败逃回，在渡过刘李河的时候，石敬瑭的马跌倒，李琼用长矛拉起他，把自己的马让给了石敬瑭，于是救了石敬瑭一命。同光四年（926年）李嗣源在魏州起兵，李琼随石敬瑭率领三百骑兵先赴汴州。石敬瑭领陕州任保义军节度使，奏补李琼为云骑指挥使，不久转任侍卫牙队指挥使。长兴年间，改龙武指挥使。
石敬瑭建立后晋，李琼担任护圣都虞候。晋高祖石敬瑭赐给他金帛，但是不封他官爵。李琼闷闷不乐，之后很久担任护圣都指挥使、相州刺史、申州刺史。晋出帝即位，李琼担任棣州刺史。杨光远叛乱，写信招纳李琼，李琼不接受。于是升任洺州团练使、护圣右厢都指挥使。契丹灭后晋，任李琼为威州刺史。李琼走到郑州，被盗贼杀害。

## 延伸阅读
[在维基数据编辑]
 《新五代史/卷47》，出自歐陽修《新五代史》